# Ottone de Tonengo
Ottone de Tonengo (zm. 1250 w Lyonie) – włoski kardynał i dyplomata papieski. Znany również jako Ottone de Monferrato lub Ottone Candido.

## Życiorys
Pochodził z rodziny markizów Monferrato. 
W latach 1214–24 był kanonikiem kapituły katedralnej w Ivrea, następnie przeszedł do pracy w Kurii Rzymskiej. W 1225 papież Honoriusz III wysłał go jako nuncjusza do Anglii, skąd powrócił na początku 1226. Następny papież Grzegorz IX na swoim pierwszym konsystorzu 18 września 1227 roku mianował go kardynałem diakonem San Nicola in Carcere. W następnych latach dwukrotnie był legatem wobec przebywającego we Włoszech cesarza Fryderyka II (grudzień 1227 i 1232), a w 1229-31 był legatem papieskim w Niemczech i Danii. W 1237 został ponownie wysłany do Anglii, gdzie przebywał do stycznia 1241 roku. W drodze powrotnej został uwięzony przez Fryderyka II razem z kardynałem Giacomo Pecorarią z Palestriny; przebywał w niewoli do sierpnia 1242 roku, przez co nie wziął udziału w wyborze Celestyna IV (1241). Uczestniczył w papieskiej elekcji 1243. Nowy papież Innocenty IV konsekrował go na biskupa Porto e S. Rufina (28 maja 1244) i ponownie wysłał z misją pokojową do Fryderyka II, która jednak zakończyła się niepowodzeniem. Brał udział w Soborze Lyońskim w (1245).
Kardynał Ottone de Tonengo podpisywał bulle papieskie między 23 września 1227 a 16 grudnia 1247. W kurii papieskiej działał jako protektor zakonu humiliatów. 
Zmarł w Lyonie około roku 1250 (przed 23 stycznia 1251).